# Ida Schaer-Krause
Ida Wilhelmine Henriette Schaer-Krause (* 13. Februar 1877 in Berlin; † 15. Mai 1957 in Zürich; heimatberechtigt in Bern und Zürich) war eine Schweizer Bildhauerin. Sie gehörte zu den Pionierinnen in der Schweizer Bildhauerszene.

## Leben und Werk
Ida Krause war die Tochter von Hermann Krause, einem Baurat in Berlin und der Schweizerin Anna, geborene von Orelli. Geboren wurde sie in der elterlichen Wohnung in der Chausseestraße 36 in der Oranienburger Vorstadt. Von 1896 bis 1899 war sie die Schülerin des Bildhauers Hermann Kokolski und bildete sich anschliessend autodidaktisch weiter. 1905 stellte sie das erste Mal an der Grossen Berliner Kunstausstellung aus. 1905 schuf sie die Grabplastik für Gerhard Struve.
1907 heiratete sie Alfred Schaer, der als Privatdozent für Ästhetik und deutsche Literatur an der Universität Zürich lehrte. Ihr Schwiegervater war Eduard Schaer, Professor in Strassburg.
Ida Schaer schuf zahlreiche Plastiken im öffentlichen Raum und Büsten von Persönlichkeiten, so 1906 das Bildnis-Relief für Friedrich August Flückiger für das Pharmazeutische Institut in Strassburg, 1910 die Büste für ihren Schwiegervater oder 1912 für Albert Heim und 1919 für Professor Gottfried Bohnenblust (1883–1960).
Ihre Werke stellte sie u. a. im Kunsthaus Zürich, in der Kunsthalle Bern und im Kunstmuseum Luzern aus. Adele Schallenmüller war ihre Schülerin.
Ida Schaer starb am 15. Mai 1957 im Alter von 80 Jahren in Zürich.